# Районные газеты Башкортостана
Районные газеты Башкортостана — газеты, выпускающиеся в сельских районах Республики Башкортостан. Учредителями газет являются государственные и муниципальные организации. В газетах размещается информация о деятельности органов муниципальной власти, районные новости, литературные произведения местных авторов. Районные газеты республики издаются на 6 языках.
| Название                                                        | Район           | Языки                          | Год основания | Прежние названия |
| --------------------------------------------------------------- | --------------- | ------------------------------ | ------------- | --- |
| Осҡон Абзелил                                                   | Абзелиловский   | башкирский, русский            | 1933 1957     | Искра(рус.) |
| Әлшәй хәбәрҙәре Альшеевские вести Әлшәй хәбәрләре               | Альшеевский     | башкирский, русский, татарский | 1935          | Ленинизм байрағы (баш.)/Знамя ленинизма (рус.) /Ленинизм байрагы (тат.) |
| Архангель хәбәрҙәре Архангельский вестник                       | Архангельский   | башкирский, русский            | 1933          | Ильич байрағы (баш.)/Знамя Ильича (рус.) |
| Асҡыным — Йәнтөйәгем Аскинская новь Ышаныч                      | Аскинский       | башкирский, русский, татарский | 1931          | Надежда (рус.) Путь коммунизма (рус.)/Коммунизм юлы (тат.) |
| Аургазинский вестник Авыргазы хәбәрчесе Аургазӑ хыпарçи         | Аургазинский    | русский, татарский, чувашский  | 1931          | Çiŋy өcen/ Җиңү өчен (тат., 1931—1956) Ленин çулĕпе (чув., 1933—1956) По ленинскому пути (рус.)/Ленин юлыннан (тат.)/? (чув., 1956—1965) Путь Родины (рус.)/Ватан юлы (тат.)/Çěршыв çулě (чув., 1965—2006)                                                                                                 |
| Һаҡмар Баймакский вестник                                       | Баймакский      | башкирский, русский            | 1931          | Коммунизм байрағы (баш.)/Знамя коммунизма (рус.) Октябрь байрағы (баш.)/Октябрьское знамя (рус.) |
| Мираҫ Бакалинские зори Бакалы таңнары                           | Бакалинский     | башкирский, русский, татарский | 1931          | К коммунизму (рус.)/ Коммунизмга (тат.) Знамя коммунизма (рус.)/ Коммунизм байрагы (тат.) Сельские зори (рус.)/Авыл таңнары (тат.) |
| Балтач таңнары                                                  | Балтачевский    | татарский                      | 1931          | Җиңү байрагы Азатлык |
| Бәләбәй хәбәрҙәре Белебеевские известия Бәләбәй хәбәрләре       | Белебеевский    | башкирский, русский, татарский | 1917          | Знамя победы (рус.)/ Җиңү байрагы (тат.) |
| Яңы Балаҡатай Новый Белокатай                                   | Белокатайский   | башкирский, русский            | 1931          | Знамя колхозника Яңы тормош (баш.)/Новая жизнь (рус.) |
| Урал Белорецкий рабочий                                         | Белорецкий      | башкирский, русский            | 1917          | Листок Белорецкого комитета РСДРП(б) (1917) Южно-Уральский рабочий (1922—1923) Гудок (1923—1928) |
| Светлый путь Якты юл Çутă çул                                   | Бижбулякский    | русский, татарский, чувашский  | 1931          | ? |
| Победа                                                          | Бирский         | русский                        | 1920          | ? |
| Благоварские вести Благовар хәбәрләре                           | Благоварский    | русский, татарский             | 1935          | Знамя труда (рус.)/Хезмәт байрагы (тат.) |
| Йәйғор Панорама                                                 | Благовещенский  | башкирский, русский            | 1931          | За темпы и качество (рус., 1931—1965) Заветы Ильича (рус., 1965—1991) |
| Буздякские новости Бүздәк яңалыклары                            | Буздякский      | русский, татарский             | 1931          | Вперёд (рус.)/Алга (тат.) |
| Алга                                                            | Бураевский      | татарский                      | 1930          | Lenin planь өcen Ленин байрагы (до 1960-х) |
| Таң                                                             | Бурзянский      | башкирский                     | 1935          | ? |
| Табын Звезда                                                    | Гафурийский     | башкирский, русский            | 1931          | ? |
| Байраҡ Знамя                                                    | Давлекановский  | башкирский, русский            | 1930          | Ленинское знамя (рус.) |
| Дуванский вестник                                               | Дуванский       | русский                        | 1933          | Ленинское знамя |
| Юлдаш                                                           | Дюртюлинский    | русский, татарский             | 1931          | Знамя Ленина (рус.)/Ленин байрагы (тат.) |
| Ермекеевские новости Ярмәкәй яңалыклары                         | Ермекеевский    | русский, татарский             | 1935          | К новым победам (рус.)/Яңа җиңүләргә (тат.) |
| Ейәнсура таңдары Зианчуринские зори                             | Зианчуринский   | башкирский, русский            | 1932          | Октябрь байрағы (баш.)/Знамя Октября (рус.) |
| Йылайыр уттары Зилаирские огни                                  | Зилаирский      | башкирский, русский            | 1931          | Коммунизм өсөн (баш.)/За коммунизм (рус.) Ауыл уттары (баш.)/Сельские огни (рус.) |
| Иглинские вести                                                 | Иглинский       | русский                        | 1933          | Свет Октября |
| Маяҡ Маяк Маяк                                                  | Илишевский      | башкирский, русский, татарский | 1935          | Сталинчы (тат.) |
| Торатау Восход                                                  | Ишимбайский     | башкирский, русский            | 1932          | ? |
| Калтаса ӱжара Калтасинская заря Калтасы таң                     | Калтасинский    | марийский, русский, татарский  | 1932          | Лэнин корно (мар.) Ленин корно (мар.)/Ленинский путь (рус.) Ӱжара (мар.)/Заря (рус.)/Таң (тат.) |
| Караидель                                                       | Караидельский   | русский, татарский             | 1933          | Ленинец (рус.)/Ленинчы (тат.) |
| Даирә Кармаскалинская новь Үзән                                 | Кармаскалинский | башкирский, русский, татарский | 1930          | Колхозник (рус.)/Колхоз юлы (тат., 1945—1950) Трудовая слава (рус.)/ Хезмәт даны (тат.,1950-2006) |
| Беҙҙең Ҡыйғы Наши Киги                                          | Кигинский       | башкирский, русский            | 1930          | Коммунизмгә (баш.)/К коммунизму (рус.) Жизнь района (рус.) |
| Камские зори Кама таңнары                                       | Краснокамский   | русский, татарский             | 1935          | Кызыл Кама (тат.) Вперёд (рус.)/Алга (тат.) Краснокамские зори (рус.) |
| Күгәрсен хәбәрҙәре Кугарчинские вести                           | Кугарчинский    | башкирский, русский            | 1932          | Хеҙмәткә дан (баш.)/Слава труду (рус.) |
| Авангард                                                        | Кушнаренковский | русский, татарский             | 1933          | Jaŋa çiŋylәrgә (тат., 1932-?) Сталинец (рус., 1936-?) |
| Көйөргәҙе Куюргаза                                              | Куюргазинский   | башкирский, русский            | 1935          | Ленинское знамя (рус.) |
| Көнгәк Путь Октября                                             | Мелеузовский    | башкирский, русский            | 1932          | За урожай (рус., 1932—1962) Октябрь юлы (баш.) |
| Мәсетле тормошо Мечетлинская жизнь                              | Мечетлинский    | башкирский, русский            | 1931          | Коммунист (баш., рус.) Наша жизнь (рус.) |
| Келшымаш Дружба                                                 | Мишкинский      | марийский, русский             | 1930          | Коммун корно (мар., 1932—1952) Красная заря (рус., 1945—1956) Коммунизм верч (мар., 1952—1962/За коммунизм (рус., 1956—1962) |
| Аҡмулла төйәге Октябрь Безнең дәвер                             | Миякинский      | башкирский, русский, татарский | 1932          | Октябрь (баш., тат.) |
| Красный ключ                                                    | Нуримановский   | русский                        | 1931          | Bolşeviktar tempь өsөn (баш., 1931—1935) Bolşevik/Большевик (баш., 1935—1953) Луч большевизма (рус., 1938—1953) Коммунист (баш., 1953—1956) Коммунизм өсөн (баш., 1956—1962), За коммунизм (рус., 1953—1962)/Коммунизм очен (тат., 1957—1962) Кызыл шишмә (баш., 1966—1993)/ Кызыл чишмә (тат., 1966—1985) |
| Йүрүҙән На земле Салавата                                       | Салаватский     | башкирский, русский            | 1935          | Ленин байрағы (баш.)/Ленинское знамя (рус.) |
| Стәрлебаш шишмәләре Стерлибашевские родники Стәрлебаш чишмәләре | Стерлибашевский | башкирский, русский, татарский | 1932          | Знамя коммунизма (рус.)/Коммунизм байрагы (тат., 1956—1962) Путь Ленина (рус.)/Ленин юлы (тат., 1965—1990) Ленин васыяттары (баш., 1994—2005)/Заветы Ленина (рус., 1991—2005)/ Ленин васыятьләре (тат., 1991—2005)                                                                                         |
| Сельские нивы Авыл тормышы                                      | Стерлитамакский | русский, татарский             | 1930          | Сельская новь (рус.)/Авыл таңнары (тат.) |
| Татышлинский вестник Тәтешле хәбәрләре Ошмес                    | Татышлинский    | русский, татарский, удмуртский | 1935          | Җитәкче (тат.)/Азьлань (удм.) |
| Туймазинский вестник Туймазы хәбәрләре                          | Туймазинский    | русский, татарский             | ?             | Lenin julь/Ленин юлы (тат.) |
| Өфө үҙәндәре Уфимские нивы                                      | Уфимский        | башкирский, русский            | 1931          | ? |
| Яйыҡ Учалинская газета                                          | Учалинский      | башкирский, русский            | 1932          | Ураҡ һәм сүкеш (баш.)/Серп и молот (рус.) |
| Ашҡаҙар таңдары Ашкадарские зори Ашкадар таңңары                | Фёдоровский     | башкирский, русский, татарский | 1935          | Вперёд (1935) Еңеүгә (баш.)/К победе (рус., 1935—2007)/ Җиңүгә (тат.) |
| Хәйбулла хәбәрҙәре Хайбуллинский вестник                        | Хайбуллинский   | башкирский, русский            | 1931          | Хеҙмәт байрағы (баш.)/Знамя труда (рус.) Яңы тормошҡа (баш.)/К новой жизни (рус.) |
| Игенче                                                          | Чекмагушевский  | русский, татарский             | 1931          | Коммунизмга (тат.) |
| Дим буйы Родник Чишмә                                           | Чишминский      | башкирский, русский, татарский | 1931          | По ленинскому пути (рус.)/Ленин юлыннан (тат., 1963—1991) |
| Шаранские просторы Шаран киңлекләре                             | Шаранский       | русский, татарский             | 1935          | Stalincь/Сталинчы (тат., 1935—1956) За ленинский путь (рус., 1937—1956) Знамя Октября (рус.)/Октябрь байрагы (тат., 1956—1962, 1967—2002) |
| Йыйын Янаульские зори Яңавыл таңнары                            | Янаульский      | башкирский, русский, татарский | 1931          | Заря коммунизма (рус.)/ Коммунизм таңы (тат.) |